# Phaseolus polyanthus
```

```

Phaseolus polyanthus вишегодишња је зељаста биљка из рода Phaseolus, која припада породици бобова (Fabaceae). Ова врста пасуља је мање развијена, што је вероватно последица њеног новијег припитомљавања. Тек недавно је призната као засебна врста. 
Ова врста узгаја се на подручју Средње Америке, у регионима са влажном климом и на умереним надморским висинама. Углавном се узгаја заједно са кукурузом, бундевама и две врсте пасуља − Phaseolus coccineus и Phaseolus vulgaris.

## Опис врсте
је вишегодишња врста чији животни век траје између две и четири године. У сушнијим подручјима егзистира као једногодишња биљка. У поређењу са осталим врстама из овог рода разликује се по епигеичном клијању и влакнастом корењу. Цваст је рацемозна и садржи 
6 до 16 цветова, а цветови су љубичасти (љубичасто-рози код дивљих јединки). Семе има елиптичан хилум, док је парахилум углавном поломљен, углавном су жућкастонаранџасте боје. Просечна маса 100 семена код гајених сорти је од 70 до 100 грама, док су дивље врсте знатно лакше и теже између 16 и 25 грама.

## Екологија и фитогеографија
се узгаја у подручјима са хладнијом и влажнијом климом са једним сушним периодом током године. Најбоље успева на надморским висинама између 800 и 2.600 метара, на влажним, добро дренираним и органским материјама богатим земљиштима ( између 6,2 и 6,5). Период цветања траје од два до пет месеци, и у току године доноси плодове два пута. Толерише засенченост. 
Култивари ове врсте пронађени су у државама Пуебла, Веракруз, Чијапас и Оахака у Мексику, у Гватемали, Јамајци, Доминиканској Републици и Костарики. У Јужној Америци пронађен је као секундарна вегетација, од Мериде у Венецуели до Апуримака у Перуу, те у западним и централним регионима Колумбије, и у Еквадору. Дивља врста за сада је пронађена једино у централној и западној Гватемали где расте као лијанаста форма у влажним планинским шумама.